# Arichanna exsoletaria
Arichanna exsoletaria är en fjärilsart som beskrevs av John Henry Leech 1897. Arichanna exsoletaria ingår i släktet Arichanna och familjen mätare. Inga underarter finns listade i Catalogue of Life.